# チェ・テジュン
チェ・テジュン（ハングル：최 태준、漢字：崔泰俊、1991年7月7日 - ）は、韓国の俳優。スタジオサンタクロース・エンターテインメント所属。妻は、女優のパク・シネ。

## 経歴
2001年、SBSのテレビドラマ『ピアノ』で子役デビューを果たす。
2019年8月1日に社会服務要員として入隊し、2021年5月18日に召集解除された。

## 私生活
2018年3月7日、女優のパク・シネと交際していることを公表した。
2021年11月23日、パク・シネと2022年1月22日に結婚することを発表。また、パク・シネは妊娠も発表した。2023年5月31日、第一子となる男児が生まれた。

## 出演

### テレビドラマ
- ピアノ（2001年、SBS） - イ・ギョンホ（少年時代） 役
- パダムパダム（2011年、JTBC） - イム・ジョン 役
- 大風水（2012年、SBS） - イ・バンウォン / 太宗（テジョン） 役
- ドラマの帝王（2012年、SBS） - オ・インソン 役
- おバカちゃん注意報～ありったけの愛～（2013年、SBS） - コン・ヒョンソク 役
- 思春期メドレー（2013年、KBS2） - イ・ヨクホ 役
- 春の輪舞曲＜ロンド＞（2014年、MBC） - チャ・ギジュン 役[6]
- 匂いを見る少女（2015年、SBS） - イェ・サンギル 役[7]
- お願い、ママ（2015年、KBS2） - イ・ヒョンスン 役
- オクニョ 運命の女（2016年、MBC） - ソン・ジホン 役[8]
- ミッシングナイン（2017年、MBC） - チェ・テホ 役[9]
- あやしいパートナー〜Destiny Lovers〜（2017年、SBS） - チ・ウニョク 役[10]
- 恋のトリセツ〜フンナムとジョンウムの恋愛日記〜（2018年、SBS） - チェ・ジュンス 役[11]
- だから俺はアンチと結婚した（2021年、NAVER） - フジュン 役
- 二十五、二十一（2022年、tvN） - チョン・ホジン 役（特別出演）[12]
- あいつの声（2022年、JTBC） - ペク・テファ 役

### 映画
- プロジェクトX（2003年）
- ペースメーカー（2012年） - ミン・ユンギ 役
- カッター（2016年） - 主演：セジュン 役[13]

### Webドラマ
- 109 不思議なことが起きるもんだね（2017年、NAVER TV） - 主演：KDI-109 役[14]
- だから俺はアンチと結婚した（2021年、NAVER TV） - 主演：フジュン 役[15]

### バラエティ番組
- ハッピートゥゲザー3（2016年、KBS2） - ゲスト[13]
- バトルトリップ（2016年、KBS2）[16]
- イケメンブロマンス（2016年、MBig TV）with ジコ（Block B）[17]
- 私たち結婚しました（2016年、MBC） - ユン・ボミ（Apink）と仮想結婚[18]
- Running Man（2017年、SBS）[19]
- 国民トークショー アンニョンハセヨ（2017年、KBS2）[20]

## 受賞・ノミネート

### 受賞
- 2014年「MBC演技大賞 男性新人賞」（『母の庭園』）[21]
- 2016年「KBS芸能大賞 新人賞」[22]
- 2017年「第2回アジアアーティストアワード ニューウェーブ賞」[23]
- 2017年「MBC演技大賞 最優秀キャラクター賞」（『ミッシングナイン』）[24]
- 2018年「第3回アジアアーティストアワード 最高のアイコン賞」[25]

### ノミネート
- 2014年「第2回亜洲彩虹奨奨 最優秀助演男優賞」（『おバカちゃん注意報』）
- 2015年「KBS演技大賞 男性新人賞」（『お願い、ママ』）[26]
- 2015年「KBS演技大賞 ベストカップル賞」with チョ・ボア（『お願い、ママ』）[27]
- 2016年「MBC演技大賞 特別ドラマ部門優秀俳優賞」（『オクニョ 運命の女』）[28]
- 2017年「SBS演技大賞 水木ドラマ部門優秀俳優賞」（『あやしいパートナー〜Destiny Lovers〜』）